# Lincoln Aviator

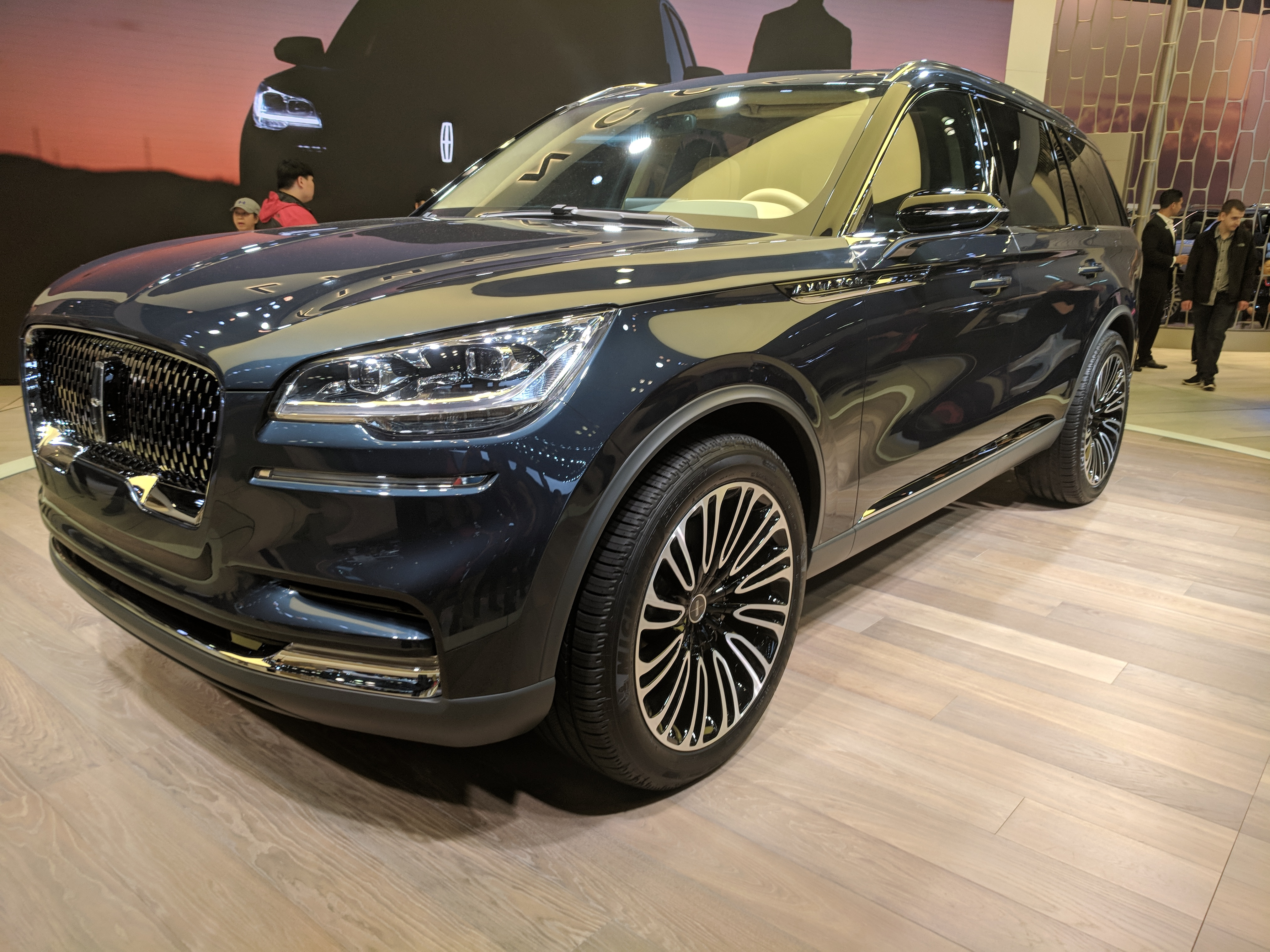
Segunda generación del Aviator

El Lincoln Aviator es un vehículo deportivo utilitario del segmento E fabricado por Lincoln entre los años 2002 y 2005 y a partir de 2019 como se espera.
La primera generación del Aviator estaba basada en el Mercury Mountaineer y se caracterizó por su corto plazo de vida, de tan sólo tres años, debido a las bajas ventas.
En el Salón del Automóvil de Nueva York de 2018, Lincoln presentó una versión prototipo del Aviator de segunda generación, programado para entrar en producción en 2019. Aunque no se anunció como un reemplazo para el MKT, el Aviator se comercializará por encima del Nautilus y por debajo del Navigator. Está disponible en dos ediciones, una híbrida enchufable, conocida como Grand Touring y otra de gasolina.
La versión más simple del Aviator tiene un motor V6 de 3.0 litros y un desarrollo de 400 CV, con un par motor de 542 Nm, que se gestiona mediante el cambio automático SelectShift de 10 relaciones y una transmisión a las cuatro ruedas.
En cambio, en el Grand Touring, su variante híbrida enchufable la cual que ofrece mayor potencia. El motor V6 de 3.0 litros se combina en su caso con un motor eléctrico, subiendo su entrega hasta los 450 CV de potencia y un par motor a los 813 Nm. Sus baterías pueden recargarse en una toma de 240 voltios y tardan en cargarse por completo entre tres y cuatro horas, aunque también dispone de modo de carga rápida.
Entre otros detalles, encontramos el sistema de sonido, el Revel Ultima 3D Audio System, el cual dispone de 28 altavoces y 20 canales amplificadores, con el resultado de un sonido envolvente en todo el interior. Como curioso detalle, todos los sonidos del Aviator, fueron grabados por la Orquesta Sinfónica de Detroit.